# カワセミさんの釣りごはん
『カワセミさんの釣りごはん』（カワセミさんのつりごはん）は、匡乃下キヨマサによる日本の漫画作品。『月刊アクション』（双葉社）にて、2019年8月号より2024年4月号まで連載後、『漫画アクション』（同社）への移籍が発表され、同年8号から連載中。作者の所在地である福岡県八女市を舞台に、両親の都合で東京から引っ越ししてきた料理好きの少女・白梨翡翠と釣り好きの少女・魚取魚鷹との、釣った魚を調理して食べる友情を描いた物語。

## 沿革
2018年7月18日、「COMICメテオ」（フレックスコミックス）にて、読み切りを掲載。その後、双葉社によるデビュー済みの漫画家からボツ企画を募集し、作品を掲載や連載化させる「プロのためのセカンドオピニオン」の企画により、本作が採用となる。それにより『月刊アクション』（双葉社）にて2019年8月号より連載を開始。
2021年1月、単行本第3巻の発売を記念し、YouTubeにてPVを公開。PVは「ミサゴのセクシーな部分」をテーマとした「ver.お色気」、「カワセミのサイコホラーな一面」が描かれた「ver.ホラー」の2種類が制作された。
2024年2月、『月刊アクション』が4月号にて休刊となり、『漫画アクション』への移籍を発表。

## あらすじ
両親の都合で福岡県八女市に引っ越ししてきた主人公・白梨翡翠は、その内気な性格から転校からしばらく経っても友達が作れず独りぼっちの学校生活を送っていた。そんなある日、クラスメイトの魚取魚鷹から半ば強引に釣りに誘われ、その時に釣ったヤマメを、調理器具を携帯していながらも調理せずに焼いて食べようとしていたところを、元来調理好きな性格が疼いてその場で調理し、格段に美味くなった料理に感動した魚鷹は以後も翡翠を釣りに誘うことになった。こうして釣りに付き合うに連れて2人は親友関係になったのだった。

## 登場人物
声の項はPVの声優。

### 主要人物
白梨 翡翠（やまなし かわせみ）
声 - 内田彩
主人公。両親の都合で東京から福岡県八女市に引っ越しして来た高校生。あだ名はカワセミ。初登場時は高校2年生（17歳）。平均よりも身長が低く、いつか背が伸びるようにと切望している。元々人見知りが強く、転校前も後も友達ができなかったが、ある時隣の席のミサゴから無理やり誘われて川釣りに行くことになる。元々釣りに興味はなかったが、ミサゴの家にあるアウトドア用の調理器具に興味をそそられ、また釣りに付き合う内に徐々に興味が湧くようになる。
家の事情もあって料理が好きで白梨家の食事を賄っており、弁当は自分で作ったり、ネットで知らない魚のさばき方を完全に覚えてしまうなど料理が得意。また、料理が絡むと表情が猟奇的に変貌し、時には人格が変わることも。のちに魚の鮮度を保つために音々子から活け締めを教わってからは釣りの時には折り畳みナイフを携帯するようになり、また様々な締め方をネットなどで覚えるようになり、締める姿は絵面的に猟奇がかっている。
虫系が苦手で恐怖心が高まると一般女子高生らしからぬアクロバティックな動きをする。眼は良い方だが目疲れすると視力が落ちるため、ごく稀に眼鏡をかけることがある 。
苦手な料理は炒飯で、それまで父・夜鷹が作った美味しい炒飯が「炒飯の素」で作ったかんたん炒飯であり、それでも美味しかった炒飯という思い出を壊したくないのであえて作らないとのこと。
のちに釣具を買うためにメキシコ料理店でアルバイトをすることとなる。また、シロの提案で、シロの釣具店のTwitterに毎週1回、料理動画を配信することになった。
魚取 魚鷹（うおとり みさご）
声 - 伊瀬茉莉也
カワセミのクラスメイトの女性。周囲からミサゴと呼ばれている。美形でスタイルも良く、開放的な格好から一見ヤンキーかギャルに思われている。大抵は1人でいるが、ある日「未開の釣り場に1人で行くのは心細い」とワガママな理由でカワセミを半ば強引に釣りに同伴させ、紆余曲折があって以来カワセミと釣りに同伴し、友人関係を築いており、周囲からは時代の流れと暖かい目で見られている。
大の釣り好きでバイク（ホンダ・スーパーカブ110）にカワセミと一緒に乗って色々回っている。反して料理は不得手で血を見るのが苦手なため魚を捌けない。
それまで釣った魚はそのまま焼いて食べていたが、カワセミが調理した魚を食べて美味しいと思って以来は、カワセミに美味い料理を作ってほしいと一層釣りに励むようになる。
アルバイトをしているがどんな職種かは不明。
毎年夏になると大抵釣りに出かけて日焼けしてしまい、そのため外見が黒ギャル化してしまう。
最近は高校卒業後の進路について考えるようになり、後述の社長と出会ったのを機に水質・水源関係の職に就きたいと思っている。
18歳になり、自動車免許を取得して中古の軽バン(ホンダ・N-BOX)を購入してからは益々釣行範囲が広くなった。

### その他

#### 学校関係者
小潟 羽白（こがた はねしろ）
ミサゴとカワセミとは別のクラス（2組）の女子。クロからはシロと呼ばれている。それまでミサゴのことは常に一人でいる孤高の女と思っており、カワセミと一緒にいるところを見て驚いていた。ミサゴとほぼ同身長でスタイルが良い。筑後弁で会話する。
父親が経営している釣具屋「コガタ釣具店」でクロと一緒にバイトをしている。色々お手頃な商品を進めたり値引きに応じたりするが、これは「薄く長く通ってもらった方がいい」と考えているため。店のためには努力を厭わず、のちに店のTwitterでカワセミの料理動画を配信することになった。
祖母がニュージーランド人のクォーターで、幼少期は自身の金髪の髪などに「周囲と違う」とコンプレックスを抱いていたが、クロの励ましを受けて「誰よりも八女の女になってやる」と誓った過去がある。母親はハーフでモデルでも通用するほどの美人で、父親は店の繁盛のためには努力を厭わないと、両親の色々な所をシロはしっかりと受け継いでいる。
玖瑪 黒子（くめ くろこ）
シロの幼馴染であだ名はクロ。シロからはボーっとしているがよくしゃべると言われている。
寄り眉が特徴でしかめっ面のように見えてしまう。元陸上部で日焼けしている。知識が豊富で口癖は「元陸上部なので」。
弟妹2人との5人家族で、父親は少年野球部「光友ヴィクトリー」の監督をしている。彼女の眉毛は母親譲り。
かつては自身の寄り眉と額の広さにコンプレックスを抱いていたが、シロの悩みを聞き、励ますためにあえて額を広く見せるようになった過去を持つ。
芦華 愛凜（あしか あいり）
カワセミが転校してきた年から赴任した新人教師で、カワセミ達のクラス担任である音々子の後輩。家庭科担当。内気な性格で、誰とでも打ち解ける音々子を尊敬している。裁縫が得意で服は全て自身で製作しており、そのためか見た物の寸法をミリ単位まで正確に測ることができる。シャーロッキアンであり、彼女の着ている服は主にTVドラマなどを観て参考に作った英国風なのが多い他、飼っているフェレット（1歳）にホームズに登場する「レストレード」という名前を付けている。音々子と交友ができて以来、一緒に釣りに行ったり呑みに行ったりしている。車はスズキ・アルトラパンで、匠真が不在の場合は彼女が運転する。

#### 魚取家
魚取 匠真（うおとり たくま）
ミサゴの兄。妹たちからはクマ兄と呼ばれている。車の整備工場に勤務。車はスズキ・ジムニーで、ミサゴのバイクも彼のおさがり。
釣りは漁師並みに上手く、数々の釣りの大会で名が知られている。アウトドア用の調理器具を持っているがミサゴ曰く「形から入るタイプ」らしくあまり使っていない。釣りと乗り物（整備）関係以外はおバカであり、九州も福岡県以外全く理解していない程だが、釣り場としてならはっきりと覚えている。
ミサゴが連れてきたカワセミが調理できると知り、またプロ級の腕前なのもあり気に入って意気投合し、時にはカワセミのために調理器具を購入する。
友人がおらず男みたいな言動をするミサゴのことを気にしていたが、連れてきたカワセミを見て未来の伴侶かと勘違いし、応援することにした。
人付き合いが良く様々なパイプを持っており、カワセミのバイト先もすぐに探してくれた。
魚取 音々子（うおとり ねねこ）
カワセミ達のクラスの担任で、ミサゴの姉。兄のクマからはネコさん、ミサゴからはネコ姉と呼ばれている。
兄妹と同じ釣りキチであり、時には兄妹と共に釣り勝負をすることも。大の酒好きで、カワセミの料理を肴に酒を呑むことを至福としており、自室にもワインサーバーなどを設置している。
同高校のOGでもあり、当時担任教師だった教頭の船木の弱みを握っているなど影の支配者でもある。
運転は安全運転派だが、迷惑行為している走り屋を見たら途端に走り屋モードになる。
魚取 虎乃介（うおとり とらのすけ）
ミサゴ達の父親。畜産系獣医師で九州中を診察で出張しているため中々家に帰ってこない。高身長で体格も良く、強面の傷顔なため一見スジ者に見えるが家族を愛する良き父親。しかし子供心を捨てておらず、獣医の上に生物に関して一家言あり、山で絶滅危惧種の山ゴキブリ（オオゴキブリ）を発見すると躊躇せずに手掴みして熱心に説明する程。また、肉の鮮度や解凍にも詳しい。寂しい時になると庭でバットをフルスイングで素振りして気を紛らわす癖がある。カワセミをミサゴの伴侶に相応しいと気に入っている。恐竜をはじめとする古代生物にも興味があり、夜鷹とはカワセミを通して化石を贈り合い、のちに顔を合わせ、数分で打ち解けて親友と呼べる仲になる。
魚取 コルリ（うおとり コルリ）
ミサゴ達の母親で専業主婦。おっとり系の賢妻良母で大食漢。カワセミの作った料理を大変気に入っており、カワセミが家に訪れた際は台所を提供しており、ミサゴの伴侶になることを楽しみにしている。
ミサゴ達の祖父
故人。川魚を釣って食べるのが好きで、釣ってきた川魚と引き換えにお小遣いをあげており、三兄妹が釣り好きになったきっかけになった。

#### 白梨家
白梨 夜鷹（やまなし よたか）
カワセミの父親。考古学教授で、東京から福岡県の大学に赴任することとなり、家族で八女に引っ越した。考古学にかける情熱は人一倍あるが、時折カワセミにうんちくを語るのがタマに傷。結婚前は肥満体だったが、雲雀の料理を食べている内に強制ダイエットで痩せた。石川県出身。
ミサゴが進路について考えていることに、「考えを重ねると答えになるから、その後に行動に移せばいい」とアドバイスをした。
白梨 雲雀（やまなし ひばり）
カワセミの母親でOL（主任）。料理が破滅的にダメで、夫・夜鷹が強制的に痩せさせられ、カワセミが小学校のころから料理を作るきっかけになった。兵庫県出身で、家の土地で熱心にかつ無断で地質調査をしていた、当時大学生だった夜鷹に出逢ったのがきっかけで交友を重ねたのちに結婚した経緯を持つ。
雲雀の両親
兵庫県在住。山村に住んでおり、お盆と正月の年に2回に孫のカワセミに会うことを楽しみにしている。雲雀の破滅的な料理を1番理解しており、結婚までに直すことができなかったと今でも悔いている。
夜鷹の両親
石川県在住。漁港近くに住んでおり、お盆と正月の年に2回に孫のカワセミに会うことを楽しみにしている。母親が漁港の漁師と懇意にしているため独自のコネを持っており、時には料亭や専門料理店に卸すレベルの魚介類を白梨家に送っている。

#### その他
御手洗（みたらい）
匠真が勤めている「ミタライ自動車工業」の社長 。釣りキチであり、時には匠真と沖に出てマグロを釣ったりと釣りの幅が広い。釣り場などの情報提供者。釣行用にトヨタ・ハイエースを所有しており、匠真も大人数で釣りに行く際に借りている。
喫茶店「亜米利加」のマスター 
御手洗と同レベルの釣りキチであり、釣り場などの情報提供者。生産終了した釣具を集めており、時には自作する。
久瀬 美海（くせ みみ）
音々子の同級生で、壱岐でボードゲームカフェを経営し、修学旅行などのシーズンにはバスガイドも引き受ける。学生時代は八女市立花町兼松に住んでおり、趣味の自作香水が女子達に人気があったことから「兼松の魔女」と呼ばれていた。
犬飼 由姫絵（いぬかい ゆきえ）
愛凜の大学時代の同期。大学時代は内気な愛凜の数少ない友人として接していた。のちに偶然な形で再会。音々子の後押しもあり、時々会うようになる。食品輸入業に勤務しており、料理の上手いスタッフを探していたことを聞いた愛凛はカワセミに、卒業後は進路のひとつとして由姫絵の会社に就職することを提案する。
社長
氏名不明。各地で水質調査の仕事がてらに釣りをしており、様々な場所でカワセミやミサゴと会っている。美海からは「社長」と呼ばれている。
夜鷹の大学生時代の教授であり、彼の後任として夜鷹が教授になった。
老夫婦
氏名不明。カワセミ達が3年生の頃に八女のとある山にて釣りに来た際に出逢う。夫はごく普通だが妻の方は大柄で人間離れした身体能力を持ち、山道なら軽トラと並行して走り、猪を素手で捉えるほど。また山の一部の土地を所有しており、山菜を採っている。その後も度々出会って懇意になる。

## 作風
『月刊アクション』の編集長の毒島由人によると、「魚や釣り具、料理の描写がとても丁寧で、グルメもの、釣りものとしてもしっかり楽し」く描かれているが、一番の見どころとしてヒロインを挙げており、「アウトドアライフを通じて互いの足りないパーツを埋め合っていく青春っぷりが心地いい」作品である。
ライターの山口優によると、本作は「『釣り』や『料理』に真摯に向き合う」作風である。山口によると、単行本第1巻の表紙では、それらが「印象的なメインイラストと温かみのあるタイトル文字、分かりやすく素朴な味わいのあるレイアウトで表現されている」という。

## 書誌情報
- 匡乃下キヨマサ『カワセミさんの釣りごはん』双葉社〈アクションコミックス〉、既刊12巻（2025年7月10日現在）
  1. 2020年1月10日発売[5][24]、ISBN 978-4-575-85400-8
  2. 2020年7月9日発売[25]、ISBN 978-4-575-85463-3
  3. 2021年1月12日発売[26]、ISBN 978-4-575-85533-3
  4. 2021年7月12日発売[27]、ISBN 978-4-575-85601-9
  5. 2022年1月12日発売[28]、ISBN 978-4-575-85678-1
  6. 2022年7月12日発売[29]、ISBN 978-4-575-85734-4
  7. 2023年1月12日発売[30]、ISBN 978-4-575-85801-3
  8. 2023年7月12日発売[31]、ISBN 978-4-575-85861-7
  9. 2024年1月12日発売[32]、ISBN 978-4-575-85927-0
  10. 2024年7月25日発売[33]、ISBN 978-4-575-85990-4
  11. 2025年1月9日発売[34]、ISBN 978-4-575-86045-0
  12. 2025年7月10日発売[35]、ISBN 978-4-575-86112-9